# Березовка (Ростовская область)
Березо́вка — село в Сальском районе Ростовской области.
Входит в состав Сандатовского сельского поселения.

## География
Село расположено в 44 километрах от города Сальска — районного центра.

## История
Ранее село Березовка входило в состав Ставропольской губернии и располагалось на землях Медвежинского уезда, 5-го земского участка. Село носит имя первого переселенца — Иосифа Березовского, который поселился хутором на правом берегу реки Большой Егорлык.
В 1882 году на средства государства в селе построили министерскую трёхклассную школу — в ней обучалось 64 мальчика и 20 девочек. А в 1893 году на средства населения возвели ещё одну трёхклассную церковно-приходскую школу.
До 1935 года в селе были только начальные школы. Осенью 1935 года в Березовке открылась семилетняя школа № 51. Директором школы был Александр Поликарпович Чуликанов. В 1938 году директором школы назначается Николай Игнатьевич Маркевич. По его инициативе в 1940 году было оборудовано ещё одно здание под школу. В семилетней школе тогда обучалось 405 человек. В 1961 году школа стала восьмилетней, а в 1971 — средней.
В 1870 году на средства общества была построена церковь, а в 1872 году она была освящена. Деревянную церковь возвели на высоком каменном фундаменте, выкрасив в голубой цвет. В церкви был богатый иконостас. Старожилы утверждают, что Березовская церковь с двумя престолами была одной из лучших в Медвеженском уезде. Церковь называлась с 1886 года — Рождество-Богородицкая церковь.
В июне 1941 года война призвала жителей села: Швыдкого Ивана Михайловича, Бережного Василия Филипповича, Черноиванова Михаила Тимофеевича. Около 500 односельчан ушли на фронт. 278 из них не вернулись домой. 156 ветеранов умерли после войны.
Летом 1942 года в оборонительных боях за село погиб весь расчет зенитной пушки из шести солдат. Об этом подвиге говорит надпись на мемориальной плите установленного в селе памятника: «Здесь похоронено шесть воинов Советской Армии, погибших при освобождении с. Березовка от немецких захватчиков: Залазаев Г. Х., Вотловский И. А., Клеников С. М., фамилии остальных неизвестны».
Во время шестимесячной оккупации села немецкий штаб размешался в здании сельсовета, в школе была казарма для солдат и конюшня для лошадей. Старостой в селе назначили сельчанина Миргорода Тимофея Ивановича, который защищал односельчан от немцев, укрывал коммунистов.
22 января 1943 года село было освобождено от немцев летчиками 622-го авиаполка, частями 28-й армии, 152-й и 156-й стрелковыми бригадами И. Е. Ходоса и Г. Д. Демурина.
В мае 1950 года ЦК КПСС принял постановление об укреплении мелких колхозов с целью дальнейшего развития сельскохозяйственного производства. 5 мелких колхозов объединились в один крупный колхоз «Верный путь». Укрупнённый колхоз сосредоточил в своих руках большую площадь земли, всю технику, кадры, ремонтную базу. Основу экономики Березовских колхозов составляло зерновое производство. В 1966 году колхозники смогли получить самый высокий урожай. А в 1970 году страна отмечала 100-летие со дня рождения В. И. Ленина высокими трудовыми достижениями. Лучшие их лучших были награждены юбилейными наградами «За доблестный труд». В их числе и труженики березовского хозяйства — Дзюба Екатерина Петровна, Коленова Клавдия Васильевна, Никулина Таисия Никифоровна, Черноиванов Михаил Тимофеевич и другие. Орденом Трудового Красного знамени награждено 18 человек, орденом Ленина — Карпенко Николай Иванович. Медалями ВДНХ награждено 10 человек. Колхоз «Верный путь» в социалистическом соревновании завоевал шесть Красных знамён и Почётную грамоту ЦК КПСС, Совета Министров СССР, ВЦСПС и ЦК ВЛКСМ. Все эти награды находятся в музее.

## Население
Динамика численности населения
| 1873 | 1909 | 1926 |
| ---- | ---- | ---- |
| 2475 | 4632 | 3037 |

| 1883 | 1884  | 2006  | 2010  |
| ---- | ----- | ----- | ----- |
| 3023 | ↗3196 | ↘1200 | ↗1341 |

### Известные люди
- В селе живёт кавалер двух орденов Славы — Швыдкий, Иван Михайлович; проживал участник Парада Победы на Красной площади в 1945 году — Минко, Алексей Константинович.
- Жители села участвовали в боевых действиях на территории Чечни — 15 человек. Из них Супрун Александр, Геращенко Евгений, Кучер Виталий, Немиря Вячеслав — выпускники школы, принимали непосредственное участие в боевых операциях. Имеют правительственные награды.
- Катастрофа на Чернобыльской АЭС потребовала огромных материальных затрат и мужества советских людей всех национальностей. И односельчане — Ткачев Виктор Иванович, Нестеренко Валерий Федорович, Микрюков Виталий Сергеевич — принимали участие в ликвидации последствий Чернобыльской трагедии.
- Уроженец села Березовка — Кобзарь, Андрей Степанович, ветеран ВОВ, генерал-лейтенант артиллерии, начальник Саратовского высшего военного Краснознамённого училища имени А.И. Лизюкова в 1973—1985 гг.

## Достопримечательности
- Памятник воинам, погибшим в годы Великой Отечественной войны и братская могила. Памятник односельчанам, погибшим на фронтах Великой Отечественной войны и солдатам, погибшим в боях за село установлен в селе Березовка. Памятник представляет собой обелиска на ступенчатом пьедестале, облицованного туфом. На обелиске установлена красная звезда. Архитектор памятника — Цынкевич. Открытие обелиска состоялось в 1972 году. В этот же год прошло перезахоронение останков шести красноармейцев, погибших в боях за село в августе 1942 года. По сторонам памятника установлено девять мемориальных плит с именами 278 погибших односельчан. В стене мемориальных плит замурована капсула с обращением к потомкам 2045 года. В 1988 году около памятника было высажено 278 берез в память о не вернувшихся с войны односельчан[7].
- Краеведческий музей.